# Урікарі
Урікарі (рум. Uricari) — село у повіті Васлуй в Румунії. Входить до складу комуни Войнешть.
Село розташоване на відстані 257 км на північ від Бухареста, 28 км на захід від Васлуя, 67 км на південь від Ясс, 137 км на північ від Галаца.

## Населення
За даними перепису населення 2002 року у селі проживали 75 осіб, усі — румуни. Усі жителі села рідною мовою назвали румунську.